# Hymn Adygei
Hymn Republiki Adygei (ros. Гимн Республики Адыгея, adygejski Адыгэ Республикэм и гимн) – jeden z symboli państwowych Adygei, republiki autonomicznej w składzie Federacji Rosyjskiej. Autorem tekstu jest Ischak Szumafowicz Maszbasz, muzykę skomponował Umar Chacycowicz Tchabisimow.
Hymn został oficjalnie przyjęty 25 marca 1992.

## Tekst
Autorem tekstu hymnu jest Ischak Maszbasz, pisarz narodowy Republiki Adygei i Kabardo-Bałkarii. Autorem tłumaczenia poetycznego na język rosyjski jest J.Kriuczkow.
| Wersja adygejska | Tłumaczenie rosyjskie (poetyczne) | Tłumaczenie rosyjskie (dosłowne) |
| --- | --- | --- |
| Тихэгъэгу кlасэу тигупсэр Адыгэ чlыгушъ, терэl. Зы бын-унагъоу лъэпкъыбэр Щызэгурыlоу щэрэl. Жъыу: Шlум факlу, лъыкlуат, Республикэу тиунэ дах. Егъэхъу, зыlат, Республикэу тигугъэ лъаг – Уилъэпкъы хъишъэр фэlуат. Дунаим ичlыпlэ шlагъор< Нахьыжъмэ тэ къытфыхах, Ахэмэ ялlыгъэ-шlагъэ Лlэшlэгъумэ къызэlэпах. Жъыу: Шlум факlу, лъыкlуат, Республикэу тиунэ дах. Егъэхъу, зыlат, Республикэу тигугъэ лъаг – Уилъэпкъы хъишъэр фэlуат. Хьазабмэ уахэмытыжьэу Уитыгъэ нэфи ушъхьащыт. Россием зыкlэ ущыщэу Ащ гукlи ущышъхьафит. Жъыу: Шlум факlу, лъыкlуат, Республикэу тиунэ дах. Егъэхъу, зыlат, Республикэу тигугъэ лъаг – Уилъэпкъы хъишъэр фэlуат. Тэ тыщыlэфэ - егъашlэмъ - Тичlыгоу тыгур щlэщт. Тиуашъуи, тыгъи бэгъашlэ Тфэхъоу тикlасэу тиlэщт. Жъыу: Шlум факlу, лъыкlуат, Республикэу тиунэ дах. Егъэхъу, зыlат, Республикэу тигугъэ лъаг – Уилъэпкъы хъишъэр фэlуат. | Славься, живи, Адыгея, Милая сердцу страна. Наши народы согрела Добрым согласьем она. Припев: Солнечный край, Республика — наш общий дом. Крылья взметай, Республика, крепни трудом, Светлая наша мечта. Предками выбрано было Дивное место для нас, Мужество, мудрость и силу Дал нам от дедов Кавказ. Припев: Солнечный край, Республика — наш общий дом. Крылья взметай, Республика, крепни трудом, Светлая наша мечта. Гордо с душою свободной, Вместе с Россией иди, Солнце твое над тобою, Бури невзгод позади. Припев: Солнечный край, Республика — наш общий дом. Крылья взметай, Республика, крепни трудом, Светлая наша мечта. Небо родное и нивы Будут навеки в сердцах, Будут для нас, пока живы, В нашей судьбе и делах. Припев: Солнечный край, Республика — наш общий дом. Крылья взметай, Республика, крепни трудом, Светлая наша мечта. | Земля адыгская - милая сердцу страна, Наша душа - пусть живет, Пусть будет согласие всегда В единой семье народов. Припев: Иди к добру, двигайся дальше, Республика - наш счастливый дом. Поднимайся расправляй крылья, Республика - наша высокая мечта. Умножай славу народов своих. Одно из прекрасных мест мира Нашими предками выбрано для нас Их мужество, их отвагу Века передают друг другу. Припев: Иди к добру, двигайся дальше, Республика - наш счастливый дом. Поднимайся расправляй крылья, Республика - наша высокая мечта. Все тягости у тебя позади, И солнце твое над тобой. Ты - частица России славной, И сердцем в ней ты свободна. Припев: Иди к добру, двигайся дальше, Республика - наш счастливый дом. Поднимайся расправляй крылья, Республика - наша высокая мечта. Пока мы живы - вечно Земля будет в нашем сердце. И вечны будут для нас И солнце родное, и небо. Припев: Иди к добру, двигайся дальше, Республика - наш счастливый дом. Поднимайся расправляй крылья, Республика - наша высокая мечта. |